# Íñigo Barandiaran
Íñigo Barandiaran Benito, né le 19 février 1959, est un homme politique espagnol membre du Parti nationaliste basque (PNV).
Il est élu député de la circonscription du Guipuscoa lors des élections générales de décembre 2015.

## Biographie

### Vie privée
Il est marié et père de deux filles. Il parle français.

### Études et profession
Il réalise ses études supérieures à l'université du Pays basque où il obtient une licence en droit en 1981 et un master en administration publique en 1999. Travaillant comme fonctionnaire intérimaire à la mairie d'Arrasate jusqu'en 1986, il s'installe à Vitoria-Gasteiz et commence à travailler pour le gouvernement basque cette année-là. D'abord affecté dans les services du département du Travail et de la Santé, il devient assesseur auprès des services juridiques en 1988. Entre 1996 et 1998, il exerce les fonctions de directeur à l'Administration locale et assiste le conseiller à l'Intérieur Juan María Atutxa. De 1996 à 2003, il est également membre du conseil de l'assistance juridique gratuite de Guipuscoa. En 2003, il devient assesseur juridique de la mairie de Saint-Sébastien. À partir de 2005, il est également professeur de droit procédural à l'université nationale d'enseignement à distance (UNED) au campus de Bergara.

### Activités politiques
Inscrit au PNV en 1977, il se présente comme premier suppléant de la liste de José Ramón Beloki dans la circonscription du Guipuscoa lors des élections générales de mars 2008 puis comme troisième suppléant lors des législatives de novembre 2011 mais n'est élu dans aucun des cas.
À l'occasion des élections générales de décembre 2015, il est investi en deuxième position sur la liste conduite par Joseba Agirretxea. Élu au Congrès des députés, il est choisi comme deuxième secrétaire de la commission des Finances et des Administrations publiques et comme premier secrétaire de celle du Suivi et de l'Évaluation des accords du pacte de Tolède. Porte-parole à ces deux commissions, il représente également son groupe à la commission de la Défense et à la commission de l'Emploi et de la Sécurité sociale. Il conserve son mandat à la suite des élections anticipées de juin 2016 mais perd ses responsabilités institutionnelles. Il devient, en revanche, membre de la commission des Pétitions et porte-parole de la commission de l'Équipement, de la commission de la Coopération internationale pour le développement, de celle des Politiques d'intégration du handicap et de celle des Droits de l'enfance et de l'adolescence.